# Привреда Африке
Економију Африке чине трговина, индустрија, пољопривреда и људски ресурси континента. Завршно са 2019. годином, приближно 1,3 милијарде људи живело је у 54 земље Африке. Африка је континент богат ресурсима. Недавни раст економије је последица раста продаје роба, услуга и производње. Очекује се да ће западна Африка, источна Африка, централна Африка и Јужна Африка (регион) достићи укупни БДП од 29 билиона долара до 2050. године.
У марту 2013. Африка је идентификована као најсиромашнији континент на свету; међутим, Светска банка очекује да ће већина афричких земаља достићи статус „средњег прихода“ (дефинисан као најмање 1.025 америчких долара по особи годишње) до 2025. ако се наставе садашње стопе раста. Постоји више разлога за лошу економију Африке: историјски гледано, иако је Африка имала велики број империја које су трговале са многим деловима света, многи људи су живели у руралним друштвима; поред тога, европска колонизација и каснији Хладни рат створили су политичку, економску и друштвену нестабилност.
Афричка развојна банка је 2017. године известила да је Африка друга најбрже растућа економија на свету и процењује да ће се просечни раст вратити на 3,4% у 2017, док се очекује да ће раст порасти за 4,3% у 2018. Раст је присутан на целом континенту, са више од једне трећине афричких земаља са стопом раста од 6% или више, а још 40% расте између 4% и 6% годишње. Неколико међународних пословних посматрача је такође навело Африку као будући мотор светског економског раста.

## Историја
Миленијумима је афричка економија била разнолика, вођена широким трговачким путевима који су се развијали између градова и краљевстава. Неки трговачки путеви су били копнени, неки су укључивали пловидбу рекама, трећи су се развијали око лучких градова. Велика афричка царства су постала богата захваљујући својим трговачким мрежама, на пример, Стари Египат, Нубија, Мали, Ашантско царство, Ојо царство и древна Картагина.
Неки делови Африке су имали блиске трговинске односе са арапским краљевствима, а до времена Османског царства, Африканци су у великом броју почели да прелазе на ислам. Овај развој, заједно са економским потенцијалом у проналажењу трговачког пута до Индијског океана, довео је Португалце у подсахарску Африку као империјалну силу. Колонијални интереси су створили нове индустрије како би нахранили европске апетите за добрима као што су палмино уље, гума, памук, племенити метали, зачини, готовински усеви и друга добра, и интегрисали посебно приобална подручја са атлантском економијом.
Значајан фактор економског развоја био је стицање људског капитала од стране елите. Између 14. и 20. века примећено је да у регионима са више насиља у елитама и самим тим већим шансама да особа умре у млађој доби, елита друштва није много улагала у образовање. Због тога је њихов број (као мера људског капитала) мањи него у мање сигурним земљама и обрнуто. Ово може објаснити разлику у економском развоју између афричких региона.
Након стицања независности афричких земаља током 20. века, економски, политички и друштвени преокрети прогутали су већи део континента. Међутим, последњих година евидентан је економски опоравак међу неким земљама. Свитање афричког економског бума (који је на снази од 2000-их) упоређено је са кинеским економским бумом који се појавио у Азији од касних 1970-их. Африка је 2013. била дом за седам најбрже растућих економија на свету.
Од 2018. године, Нигерија је највећа економија у Африци по номиналном БДП-у, а прати је Јужна Африка; у погледу ППП, Египат је други по величини после Нигерије. Екваторијална Гвинеја има највећи афрички БДП по глави становника. Земље богате нафтом као што су Алжир, Либија и Габон и Боцвана богата минералима су се појавиле међу водећим економијама од 21. века, док су Зимбабве и Демократска Република Конго потенцијално међу најбогатијим земљама света по природним ресурсима, али су потонуле на листу најсиромашнијих нација на свету због распрострањене политичке корупције, ратовања, окончања емиграције. Боцвана се истиче по свом трајном снажном и стабилном расту од стицања независности.

## Тренутни услови
Од 2007. године, раст у Африци је надмашио раст у источној Азији. Подаци сугеришу да делови афричког континента сада доживљавају брз раст, захваљујући својим ресурсима и све већој политичкој стабилности, и да „постојано повећава ниво мира од 2007. године“. Светска банка извештава да је економија субсахарских афричких земаља расла по стопама које одговарају глобалним стопама или их превазилазе. Према Одељењу Уједињених нација за економска и социјална питања, побољшање укупног раста у региону се углавном може приписати опоравку у Египту, Нигерији и Јужној Африци, три највеће афричке економије.
Подсахарска Африка је тешко оштећена када су државни приходи пали са 22% БДП-а у 2011. на 17% у 2021. години. Петнаест афричких земаља има значајан ризик од прекомерног задуживања, а 7 је тренутно у финансијској кризи, према ММФ-у. Регион је 2021. године добио износ од 23 милијарде долара од МФФ-а као помоћ у критичној јавној потрошњи.
Економије најбрже растућих афричких нација искусиле су раст значајно изнад глобалних просечних стопа. Највеће земље у 2007. укључују Мауританију са растом од 19,8%, Анголу са 17,6%, Судан са 9,6%, Мозамбик са 7,9% и Малави са 7,8%. Остале државе са брзим растом су Руанда, Мозамбик, Чад, Нигер, Буркина Фасо, Етиопија. Ипак, раст је био тужан, негативан или спор у многим деловима Африке, укључујући Зимбабве, Демократску Републику Конго, Републику Конго и Бурунди. Многе међународне агенције су све више заинтересоване за улагање у афричке економије у развоју, посебно пошто Африка наставља да одржава висок економски раст упркос тренутној глобалној економској рецесији. Стопа повраћаја инвестиција у Африци је тренутно највиша у свету у развоју.
Неке међународне институције се баве отпуштањем дуга у интересу подршке економском развоју у Африци. УН су 1996. године спонзорисале иницијативу за високо задужене сиромашне земље (ХИПЦ), коју су касније преузели ММФ, Светска банка и Афричка развојна банка (АфДФ) у облику Мултилатералне иницијативе за отпис дуга (МДРИ). Од 2013. године, иницијатива је делимично отписала дуг за 30 афричких земаља.
Почетком 2021. године, Европска инвестициона банка, уз помоћ Партнерства за стварање финансијских средстава за Африку (МФВ4А), анкетирала је 78 банака у подсахарској Африци за студију ЕИБ Банкинг ин Африца. Банке које су учествовале контролишу скоро 30% активе континента. Скоро две трећине банака је пооштрило правила о кредитирању, али је више од 80% проширило употребу реструктурирања или мораторијума на кредите. Од неколико банака се тражило да модификују нивое запослених, док је нешто мање од једне трећине прилагодило своје цене. Отприлике половина банака које су одговориле имале су гаранције запослених, од којих је већина дошла од централне банке, владе или међународне финансијске институције.
Пакети фискалних стимулација у афричким земљама до средине 2020. износили су отприлике 1–2% БДП-а, а монетарни стимуланси износили су око 2% БДП-а. Ово је близу глобалног просека ММФ-а за земље у развоју са ниским приходима, који износи око 2% БДП-а 2020. у периоду од годину дана од почетка пандемија ковида 19. Истовремено, тржишта у развоју усвојила су пакет вредан око 4% БДП-а, док су напредне земље извршиле пакет вредан око 16% БДП-а. Док су се афричке нације бориле да реше здравствене и економске последице пандемије, просечан фискални дефицит широм Африке порастао је са 5% БДП-а у 2019. на преко 8% у 2020. години. Због недостатка фискалног простора, дефицит је резултирао повећањем задуживања, које афричке земље имају мање капацитета да апсорбују од других развијених економија.
Земље северне и јужне Африке предузеле су најкомплетније мере за решавање кризе финансијског сектора која је последица пандемије, са просечно предузетих 14 мера по земљи. 34 афричке земље су усвојиле кораке за повећање ликвидности и смањење трошкова задуживања, углавном кроз снижавање референтне стопе. Јужна Африка је, на пример, смањила референтне стопе за 200 базних поена или више. Најчешћа мера је била да се модификује поступање са ненаплативим кредитима смањењем захтева за резервисање. Да би помогли банкама да преброде кризу ковида 19, власти су ограничиле дивиденде или друге намене зараде, дозволиле привремено ослобађање капиталних резерви, ублажиле захтеве за капиталом или ликвидношћу или извршиле друга привремена прилагођавања пруденцијалних стандарда. Упркос трајању пандемије ковида 19, афричке приватне инвестиције биле су стабилне у 2020., попевши се на 4,3 милијарде долара са 3,9 милијарди долара у 2019. пошто су гасоводне и текуће трансакције затворене. За земље које имају интензивне ресурсе, очекује се да ће реални БДП по глави становника остати испод нивоа досегнутог пре почетка пандемије, најраније до 2024. године, уз раст од једва 1% годишње у 2022. и 2023. Пре пандемије, очекивало се 2% или више раста.

### Раст трговине
Трговина је покренула већи део раста афричке економије почетком 21. века. Кина и Индија су све важнији трговински партнери; 12,5% афричког извоза је у Кину, а 4% у Индију, што чини 5% кинеског увоза и 8% индијског. Група пет (Индонезија, Малезија, Саудијска Арабија, Тајланд и Уједињени Арапски Емирати) су још једно све важније тржиште за афрички извоз.

### Будућност
Очекује се да ће афричка привреда — са повећањем трговине, знањем енглеског језика (званични језик у многим подсахарским земљама), побољшањем писмености и образовања, доступношћу сјајних ресурса и јефтинијом радном снагом наставити да ради боље у будућности. Трговина између Африке и Кине износила је 166 милијарди долара у 2011.
Африка ће доживети „демографску дивиденду“ тек до 2035. године, када ће њена млада и растућа радна снага имати мање деце и пензионера као издржаваних у односу на пропорцију становништва, што је чини демографски упоредивом са САД и Европом.  Радна снага на континенту постаје образованија, а очекује се да ће скоро половина имати неко средње образовање до 2020. Потрошачка класа се такође појављује у Африци и очекује се да ће наставити да цвета.
Са увођењем новог плана економског раста и развоја који су представиле чланице Афричке уније, око 27 њених чланица које су у просеку неке од најразвијенијих економија континента додатно ће подстаћи економску друштвену и политичку интеграцију континента. Афричка континентална зона слободне трговине ће подстаћи пословне активности између држава чланица и унутар континента. Ово ће додатно смањити превелико ослањање на увоз готових производа и сировина на континент.
Предвиђа се да ће јаз између богатих и сиромашних земаља наставити да расте у наредним деценијама.

### Предузетништво
Предузетништво је кључ раста. Владе ће морати да обезбеде регулаторно окружење погодно за пословање како би помогле у подстицању иновација. У 2019. финансирање покретања ризичног капитала порасло је на 1,3 милијарде долара, брзо се повећавајући. Узроци су још увек нејасни, али образовање је свакако фактор.

### Узроци економске неразвијености током година
Наизглед нерешива природа афричког сиромаштва довела је до дебате о његовим основним узроцима. Ендемски ратови и немири, распрострањена корупција и деспотски режими су и узроци и последице континуираних економских проблема. Деколонизација Африке била је оптерећена нестабилношћу коју је погоршао сукоб хладног рата. Од средине 20. века, Хладни рат и повећана корупција, лоше управљање, болести и деспотизам такође су допринели лошој економији Африке.
Према The Economist, најважнији фактори економске неразвијености су корупција влада, политичка нестабилност, социјалистичка економија и протекционистичка трговинска политика.

### Инфраструктура
Према истраживачима са Института за прекоморски развој, недостатак инфраструктуре у многим земљама у развоју представља једно од најзначајнијих ограничења за економски раст и постизање Миленијумских циљева развоја (МДГ). Улагања у инфраструктуру и одржавање могу бити веома скупи, посебно у областима које немају излаз на море, руралне и ретко насељене земље у Африци.
Тврди се да су инвестиције у инфраструктуру допринеле више од половине побољшаног раста Африке између 1990. и 2005. године и да су повећана улагања неопходна за одржавање раста и борбу против сиромаштва. Поврат улагања у инфраструктуру је веома значајан, са просечним повратом од 30-40% за инвестиције у телекомуникације (ИКТ), преко 40% за производњу електричне енергије и 80% за путеве.
У Африци се тврди да би, како би се испунили Миленијумски циљеви развоја до 2015., инвестиције у инфраструктуру требале да достигну око 15% БДП-а (око 93 милијарде долара годишње). Тренутно, извори финансирања значајно варирају у различитим секторима. Неким секторима доминира државна потрошња, у другим прекоморска развојна помоћ (ОДА), а трећима приватни инвеститори. У подсахарској Африци, држава троши око 9,4 милијарде долара од укупно 24,9 милијарди долара.
У наводњавању, ССА државе представљају скоро сву потрошњу; у саобраћају и енергетици највећи део инвестиција је државна потрошња; у области информационих и комуникационих технологија и водоснабдевања и канализације, приватни сектор представља већину капиталних издатака. Све у свему, помоћ, приватни сектор и финансијери не- ОЕЦД између њих превазилазе државну потрошњу. Сама потрошња приватног сектора једнака је државној капиталној потрошњи, иако је већина фокусирана на инвестиције у ИКТ инфраструктуру. Спољно финансирање порасло је са 7 милијарди долара (2002) на 27 милијарди долара (2009). Кина се, посебно, појавила као важан инвеститор.

### Колонијализам
Главни циљ колонијалне владавине у Африци од стране европских колонијалних сила био је да се по ниској цени искоришћавају природно богатство на афричком континенту. Неки писци као што је Волтер Родни тврде да су ове колонијалне политике директно одговорне за многе модерне проблеме Африке. Критичари колонијализма оптужују колонијалну владавину за повреду афричког поноса, самопоштовања и вере у себе. Други пост-колонијални научници, а нарочито Франц Фанон који наставља ову линију, тврдили су да су прави ефекти колонијализма психолошки и да доминација стране силе ствара трајни осећај инфериорности и потчињености који ствара препреку за раст и иновације. Такви аргументи претпостављају да се појављује нова генерација Африканаца без колонијалних мисли и начина размишљања и да то покреће економску трансформацију.
Историчари Л. Х. Ган и Петер Дуигнан су тврдили да је Африка вероватно имала користи од колонијализма у просеку. Иако је имао својих мана, колонијализам је вероватно био „један од најефикаснијих мотора за културну дифузију у светској историји“. Ова гледишта су, међутим, контроверзна и одбацују их неки који, све у свему, колонијализам виде као лош. Економски историчар Дејвид Кенет Филдхаус заузео је неку врсту средњег става, тврдећи да су ефекти колонијализма заправо били ограничени и да њихова главна слабост није била у намерној неразвијености, већ у ономе што није успео да уради. Најл Фергусон се слаже са његовом последњом тачком, тврдећи да су главне слабости колонијализма греси пропуста. Анализа економија афричких држава открива да независне државе попут Либерије и Етиопије нису имале бољи економски учинак од својих постколонијалних колега. Конкретно, економски учинак бивших британских колонија био је бољи и од независних држава и од бивших француских колонија.
Релативно сиромаштво Африке претходило је колонијализму. Џеред Дајмонд тврди  да је Африка одувек била сиромашна због бројних еколошких фактора који су утицали на историјски развој. Ови фактори укључују ниску густину насељености, недостатак домаће стоке и биљака и оријентацију афричке географије север-југ. Међутим, Дајмондове теорије су критиковали неки, укључујући Џејмса Мориса Блаута, као облик еколошког детерминизма. Историчар Џон К. Торнтон тврди да је подсахарска Африка била релативно богата и технолошки напредна најмање до седамнаестог века. Неки научници који верују да је Африка генерално била сиромашнија од остатка света током своје историје, наводе делове Африке као изузетке. Ацемоглуе и Робинсон, на пример, тврде да је већина Африке увек била релативно сиромашна, али „Аксум, Гана, Сонгхаи, Мали, [и] Велики Зимбабве ... вероватно били развијени као њихови савременици било где у свету.“ Известан број људи, укључујући Роднија и Џозефа Е. Иникори, тврдио је да је сиромаштво Африке на почетку колонијалног периода углавном било последица демографског губитка повезаног са трговином робљем, као и других сродних друштвених промена. Други научници су одбацили ово гледиште.

### Језичка разноликост
Афричке земље пате од потешкоћа у комуникацији узрокованих језичком разноликошћу. Гринбергов индекс разноликости је шанса да двоје насумично одабраних људи имају различите матерње језике. Од 25 најразноврснијих земаља према овом индексу, 18 (72%) су афричке. Ово укључује 12 земаља за које Гринбергов индекс разноликости прелази 0,9, што значи да ће пар насумично одабраних људи имати мање од 10% шансе да имају исти матерњи језик. Међутим, примарни језик владе, политичке дебате, академског дискурса и администрације често је језик бивших колонијалних сила; енглески, француски или португалски.

### Теорије засноване на трговини
Теорија зависности тврди да богатство и просперитет суперсила и њихових савезника у Европи, Северној Америци и Источној Азији зависе од сиромаштва остатка света, укључујући Африку. Економисти који подржавају ову теорију сматрају да сиромашнији региони морају прекинути своје трговачке везе са развијеним светом како би напредовали.
Мање радикалне теорије сугеришу да економски протекционизам у развијеним земљама кочи раст Африке. Када земље у развоју беру пољопривредне производе по ниској цени, оне углавном не извозе онолико колико би се очекивало. Сматра се да су узрок томе обилне субвенције за фарме и високе увозне царине у развијеном свету, пре свега оне које су поставили Јапан, Заједничка пољопривредна политика Европске уније и Департман пољопривреде Сједињених Америчких Држава . Иако су ове субвенције и тарифе постепено смањене, оне су и даље високе.
Локални услови такође утичу на извоз; прекомерна државна регулатива у неколико афричких земаља може спречити њихов сопствени извоз да постане конкурентан. Истраживања у економији јавног избора, као што је оно Џејн Шо, сугеришу да протекционизам функционише у тандему са тешком државном интервенцијом која се комбинује да умањи економски развој. Пољопривредници који подлежу ограничењима увоза и извоза опслужују локализована тржишта, излажући их већој волатилности тржишта и мање могућности. Када су подвргнути неизвесним тржишним условима, фармери врше притисак на државну интервенцију како би сузбили конкуренцију на њиховим тржиштима, што резултира избацивањем конкуренције са тржишта. Како је конкуренција истиснута са тржишта, пољопривреди мање иновирају и узгајају мање хране, што додатно поткопава економски учинак.

### Управљање
Иако су Африка и Азија имале сличан ниво прихода 1960-их, Азија је од тада престигла Африку, са изузетком неколико изузетно сиромашних и ратом разорених земаља попут Авганистана и Јемена. Једна школа економиста тврди да супериорни економски развој Азије лежи у локалним инвестицијама. Корупција у Африци се првенствено састоји од извлачења економске ренте и премештања резултирајућег финансијског капитала у иностранство уместо улагања код куће; стереотип о афричким диктаторима са рачунима у швајцарским банкама често је тачан. Истраживачи са Универзитета Масачусетс Амхерст процењују да је од 1970. до 1996. године повлачење капитала из 30 субсахарских земаља износило укупно 187 милијарди долара, што је више од спољног дуга тих земаља. Аутори Леонс Ндикумана и Џејмс К. Бојс процењују да је од 1970. до 2008. године повлачење капитала из 33 подсахарске земље износило укупно 700 милијарди долара. Овај диспаритет у развоју је у складу са моделом који је теоретисао економиста Манцур Олсон. Пошто су владе биле политички нестабилне и нове владе су често конфисковале имовину својих претходника, званичници би своје богатство скривали у иностранству, ван домашаја будуће експропријације.
Конгоански диктатор Мобуту Сесе Секо постао је озлоглашен по корупцији, непотизму и проневери између 4 и и 15  милијарди долара током његове владавине. Социјалистичке владе под утицајем марксизма и земљишне реформе коју су спровели такође су допринеле економској стагнацији у Африци. На пример, режим Роберта Мугабеа у Зимбабвеу, посебно заплена земље од белих фармера, довели су до колапса пољопривредне привреде земље, која је раније била једна од најјачих афричких; Мугабеа су раније подржавали СССР и Кина током ослободилачког рата у Зимбабвеу. Танзанија је остављена као једна од најсиромашнијих земаља света и држава које највише зависе од помоћи и требале су јој деценије да се опорави. Од укидања социјалистичке једнопартијске државе 1992. и преласка на демократију, Танзанија је доживела брз економски раст, са растом од 6,5% у 2017.

### Страна помоћ
Пошиљке хране у случају велике локалне несташице су генерално неконтроверзне; али као што је Амартја Сен показао, већина глади укључује локални недостатак прихода, а не храну. У таквим ситуацијама, помоћ у храни — за разлику од финансијске помоћи — има ефекат уништавања локалне пољопривреде и служи углавном у корист западног агробизниса који у великој мери производи храну као резултат пољопривредних субвенција.
Историјски гледано, помоћ у храни је у већој корелацији са вишком понуде у западним земљама него са потребама земаља у развоју. Страна помоћ је саставни део афричког економског развоја од 1980-их.
Модел помоћи је критикован јер је заменио трговинске иницијативе. Све већи број доказа показује да је страна помоћ учинила континент сиромашнијим. Један од највећих критичара модела развоја помоћи је економиста Дамбиса Мојо (замбијски економиста са седиштем у САД), који је представио модел Dead Aid, који наглашава како је страна помоћ била препрека за локални развој.
Африка покушава да побољша своју борбу за добијање стране помоћи преузимајући више одговорности на регионалном и међународном нивоу. Поред тога, Африка је креирала Афрички акциони план како би стекла нове односе са развојним партнерима како би поделила одговорности у погледу откривања начина за добијање помоћи од страних инвеститора.

## Трговинске блокаде и мултилатералне организације
Афричка унија је највећа међународна економска групација на континенту. Циљеви конфедерације укључују стварање зоне слободне трговине, царинске уније, јединственог тржишта, централне банке и заједничке валуте (види Афричка монетарна унија ), чиме се успоставља економска и монетарна унија. Садашњи план је успостављање Афричке економске заједнице са јединственом валутом до 2023. Афричка инвестициона банка треба да стимулише развој. Планови АУ такође укључују прелазни Афрички монетарни фонд који води ка Афричкој централној банци. Неке странке подржавају развој још уједињенијих Сједињених Афричких Држава.
Међународне монетарне и банкарске уније укључују:
- Централна банка западноафричких држава
- Банка централноафричких држава
- Заједничко монетарно подручје

### Регионалне економске организације
Током 1960-их, гански политичар Кваме Нкрума је промовисао економску и политичку унију афричких земаља, са циљем независности. Од тада су се циљеви и организације умножили. Последње деценије донеле су напоре на различитим нивоима регионалне економске интеграције. Трговина између афричких држава чини само 11% укупне афричке трговине од 2012. године, око пет пута мање него у Азији. Већина ове трговине унутар Африке потиче из Јужне Африке, а већина трговинског извоза који долази из Јужне Африке иде у сусједне земље у Јужној Африци.
| Име организације                             | Датум креирања            | Земље чланице | Кумулативни БДП (у милионима америчких долара) |
| -------------------------------------------- | ------------------------- | --- | ---------------------------------------------- |
| Економска заједница западноафричких држава   | 28. маја 1975. године     | Бенин, Буркина Фасо, Зеленортска острва, Гамбија, Гана, Гвинеја Бисао, Гвинеја, Обала Слоноваче, Либерија, Мали, Нигер, Нигерија, Сенегал, Сијера Леоне, Того | 657                                            |
| Источноафричка заједница                     | 30. новембар 1999         | Бурунди, Кенија, Уганда, Руанда, Танзанија | 232                                            |
| Економска заједница централноафричких држава | 18. октобра 1983          | Ангола, Бурунди, Камерун, Централноафричка Република, Конго, Демократска Република Конго, Габон, Гвинеја, Сао Томе и Принцип, Чад | 289                                            |
| Јужноафричка заједница за развој             | 17. августа 1992. године  | Ангола, Боцвана, Есватини (Свазиленд), Лесото, Мадагаскар, Малави, Маурицијус, Мозамбик, Намибија , Демократска Република Конго, Сејшели, Јужна Африка, Танзанија, Замбија, Зимбабве | 909                                            |
| Међувладин орган за развој                   | 25. новембра 1996. године | Џибути, Етиопија, Кенија, Уганда, Сомалија, Судан, Јужни Судан | 326                                            |
| Заједница сахелско-сахарских држава          | 4. фебруара 1998. године  | Бенин, Буркина Фасо, Централноафричка Република, Комори, Џибути, Египат, Еритреја, Гамбија, Гана, Гвинеја, Гвинеја Бисао, Гана Обала Слоноваче, Кенија, Либерија, Либија, Мали, Мароко, Мауританија, Нигер, Нигерија, Сао Томе и Принсипе, Нигер, Сенегал, Сијера Леоне, Сомалија, Судан, Чад, Того, Тунис | 1, 692                                         |
| Заједничко тржиште за источну и јужну Африку | 5. новембра 1993. године  | Бурунди, Комори, Џибути, Египат, Еритреја, Есватини (Свазиленд), Етиопија, Кенија, Либерија, Мадагаскар, Малави, Маурицијус, Уганда, Демократска Република Конго, Руанда, Сејшели, Замбибаб Судан, Замбибаба, Судан                                                                                        | 1,011                                          |
| Унија арапског Магреба                       | 17. фебруара 1989. године | Алжир, Либија, Мароко, Мауританија, Тунис | 579                                            |

## Економске варијанте и показатељи
Након првобитног опоравка од светске економске кризе из 2009. године, афричка економија је 2011. године поткопана арапским побунама. Раст континента је пао са 5% у 2010. на 3,4% у 2011. години. Уз опоравак северноафричких економија и континуирано побољшање у другим регионима, очекује се да ће се раст широм континента убрзати на 4,5% у 2012. и 4,8% у 2013. години. Краткорочни проблеми за светску економију остају док се Европа суочава са дужничком кризом. Цене роба — које су кључне за Африку — пале су са свог врхунца због слабије тражње и повећане понуде, а неке би могле додатно пасти. Али очекује се да ће цене остати на нивоима повољним за афричког извозника.

### Региони
Економска активност је поново опорављена широм Африке. Међутим, темпо опоравка био је неуједначен међу групама земаља и подрегиона. Земље извознице нафте генерално су се јаче прошириле од земаља увозница нафте. Западна Африка и Источна Африка су биле две подрегије са најбољим учинком у 2010.
Трговина унутар Африке је успорена протекционистичким политикама међу земљама и регионима и остаје ниска на 17 процената, у поређењу са Европом, где је трговина унутар региона 69 процената. Упркос томе, трговина између земаља које припадају Заједничком тржишту источне и јужне Африке (ЦОМЕСА), посебно снажном економском региону, порасла је шест пута током протекле деценије до 2012. Гана и Кенија, на пример, имају развијена тржишта у региону за грађевинске материјале, машине и готове производе, прилично различита од рударских и пољопривредних производа који чине највећи део њиховог међународног извоза.
Афрички министри трговине сложили су се 2010. да створе Панафричку зону слободне трговине. Ово би смањило царине земаља на увоз и повећало трговину унутар Африке, а надамо се и диверзификацију економије у целини.

### Афричке нације
| Земља                      | Укупни БДП (номинални) током 2019. (милијарде S$) | БДП по глави становника (2019) | Просечни ануални раст БДП-а 2010-2019 (%) | Индекс хуманог развоја, 2019 |
| -------------------------- | ------------------------------------------------- | ------------------------------ | ----------------------------------------- | ---------------------------- |
| Алжир                      | 1.693                                             | 11,729                         | 26                                        | 0.748                        |
| Ангола                     | 894                                               | 7,384                          | 19                                        | 0.581                        |
| Бенин                      | 144                                               | 3,423                          | 51                                        | 0.545                        |
| Боцвана                    | 185                                               | 17,949                         | 43                                        | 0.735                        |
| Буркина Фасо               | 157                                               | 2,282                          | 57                                        | 0.452                        |
| Бурунди                    | 31                                                | 821                            | 20                                        | 0.433                        |
| Камерун                    | 389                                               | 3,856                          | 46                                        | 0.563                        |
| Зеленортска Острва         | 20                                                | 7,471                          | 29                                        | 0.665                        |
| Централноафричка Република | 23                                                | 985                            | −18                                       | 0.397                        |
| Чад                        | 109                                               | 1,654                          | 22                                        | 0.398                        |
| Комори                     | 12                                                | 3,108                          | 31                                        | 0.554                        |
| ДР Конго                   | 498                                               | 1,015                          | 61                                        | 0.480                        |
| Конго                      | 125                                               | 4,600                          | −10                                       | 0.574                        |
| Џибути                     | 33                                                | 5,195                          | 66                                        | 0.524                        |
| Египат                     | 3.023                                             | 12,391                         | 38                                        | 0.707                        |
| Екваторијална Гвинеја      | 118                                               | 19,291                         | −29                                       | 0.592                        |
| Еритреја                   | 20                                                | 1,836                          | 34                                        | 0.459                        |
| Есватини                   | 46                                                | 9,245                          | 24                                        | 0.611                        |
| Етиопија                   | 928                                               | 2,724                          | 95                                        | 0.485                        |
| Габон                      | 169                                               | 16,273                         | 37                                        | 0.703                        |
| Гамбија                    | 18                                                | 2,316                          | 24                                        | 0.496                        |
| Гана                       | 670                                               | 5,688                          | 65                                        | 0.611                        |
| Гвинеја                    | 138                                               | 2,506                          | 62                                        | 0.477                        |
| Гвинеја Бисао              | 14                                                | 2,429                          | 38                                        | 0.480                        |
| Обала Слоноваче            | 586                                               | 5,327                          | 67                                        | 0.538                        |
| Кенија                     | 954                                               | 4,985                          | 56                                        | 0.601                        |
| Лесото                     | 24                                                | 3,010                          | 28                                        | 0.527                        |
| Либерија                   | 32                                                | 1,601                          | 27                                        | 0.480                        |
| Либија                     | 398                                               | 14,174                         | −102                                      | 0.724                        |
| Мадагаскар                 | 141                                               | 1,720                          | 34                                        | 0.528                        |
| Малави                     | 77                                                | 1,004                          | 38                                        | 0.483                        |
| Мали                       | 173                                               | 2,508                          | 43                                        | 0.434                        |
| Мауританија                | 76                                                | 6,036                          | 39                                        | 0.546                        |
| Маурицијус                 | 140                                               | 23,819                         | 36                                        | 0.804                        |
| Мајот (Француска)          | 31 (2018)                                         | 11,815 (nominal, 2018)         | (N/A)                                     | (N/A)                        |
| Мароко                     | 1.186                                             | 8,148                          | 34                                        | 0.686                        |
| Мозамбик                   | 152                                               | 1,302                          | 54                                        | 0.456                        |
| Намибија                   | 125                                               | 10,279                         | 28                                        | 0.646                        |
| Нигер                      | 129                                               | 1,276                          | 59                                        | 0.394                        |
| Нигерија                   | 4.481                                             | 5,353                          | 30                                        | 0.539                        |
| Реинион (Француска)        | 220                                               | 25,639 (nominal)               | 21                                        | 0.850 (2003)                 |
| Руанда                     | 101                                               | 2,363                          | 76                                        | 0.543                        |
| Сао Томе и Принсипе        | 04                                                | 4,141                          | 39                                        | 0.625                        |
| Сенегал                    | 236                                               | 3,536                          | 53                                        | 0.512                        |
| Сејшели                    | 17                                                | 30,430                         | 46                                        | 0.796                        |
| Сијера Леоне               | 42                                                | 1,778                          | 44                                        | 0.452                        |
| Сомалија                   | 52                                                | 88.800                         | (N/A)                                     | 0.364 (2008)                 |
| Јужна Африка               | 3.514                                             | 12,962                         | 15                                        | 0.709                        |
| Јужни Судан                | 49                                                | 862                            | (N/A)                                     | 0.433                        |
| Судан                      | 334                                               | 4,140                          | −16                                       | 0.510                        |
| Танзанија                  | 608                                               | 2,841                          | 67                                        | 0.529                        |
| Того                       | 55                                                | 1,657                          | 56                                        | 0.515                        |
| Тунис                      | 388                                               | 11,125                         | 18                                        | 0.740                        |
| Уганда                     | 365                                               | 2,646                          | 52                                        | 0.544                        |
| Замбија                    | 242                                               | 3,526                          | 43                                        | 0.584                        |
| Зимбабве                   | 187                                               | 2,896                          | 42                                        | 0.571                        |

## Економски сектори и индустрије
Пошто извозни портфолио Африке остаје претежно заснован на сировинама, њени приходи од извоза зависе од флуктуација цена робе. Ово погоршава подложност континента спољним шоковима и појачава потребу за диверсификацијом извоза. Трговина услугама, углавном путовањима и туризмом, наставила је да расте у 2012. години, наглашавајући снажан потенцијал континента у овој сфери.

### Пољопривреда
За ситуацију у којој афричке нације извозе усеве на Запад, док милиони на континенту гладују, окривљена је економска политика развијених земаља. Ове напредне нације штите сопствене пољопривредне секторе високим увозним царинама и нуде владине субвенције својим пољопривредницима. за који многи тврде да води у прекомерну производњу таквих производа као што су жито, памук и млеко. Утицај пољопривредних субвенција у развијеним земљама на фармере у земљама у развоју и међународни развој је добро документован. Пољопривредне субвенције могу помоћи у снижавању цена у корист потрошача, али такође значе да пољопривредницима несубвенционисаних земаља у развоју теже да се такмиче на светском тржишту; а ефекти на сиромаштво су посебно негативни када се дају субвенције за усеве који се такође узгајају у земљама у развоју пошто фармери у земљама у развоју тада морају директно да се такмиче са субвенционисаним пољопривредницима у развијеним земљама, на пример у памуку и шећеру. ИФПРИ је 2003. године проценио да утицај субвенција кошта земље у развоју 24 милијарде долара изгубљених прихода који иду у пољопривредну и агроиндустријску производњу; а више од 40 милијарди долара је померено из нето пољопривредног извоза. Резултат тога је да се глобална цена таквих производа континуирано смањује све док Африканци не буду у стању да се такмиче, осим новчаних усева који не расту лако у северној клими.
Последњих година земље попут Бразила, које су доживеле напредак у пољопривредној производњи, пристале су да поделе технологију са Африком како би повећале пољопривредну производњу на континенту како би она постала одрживији трговински партнер. Повећано улагање у афричку пољопривредну технологију уопште има потенцијал да смањи сиромаштво у Африци. Тржиште потражње за афричким какаом доживело је бум цена 2008. Нигеријске, јужноафричке и угандске владе су циљале да искористе повећану потражњу за одређеним пољопривредним производима и планирају да стимулишу пољопривредни сектор. Афричка унија планира да уложи велика улагања у афричку пољопривреду и УН помно прате ситуацију.
Крпељи врше стални притисак на сточни фонд континента. Иако овдашњи фармери обично користе акарициде, они постају мање ефикасни. Вакцине против крпеља су у развоју и могу попунити ову празнину.

### Енергија
Африка има значајне ресурсе за производњу енергије у неколико облика (хидроелектрана, резерве нафте и гаса, производња угља, производња уранијума, обновљива енергија као што је соларна, ветар и геотермална). Недостатак развоја и инфраструктуре значи да се данас мало од овог потенцијала користи. Највећи потрошачи електричне енергије у Африци су Јужна Африка, Либија, Намибија, Египат, Тунис и Зимбабве, од којих сваки троши између 1000 и 5000 КВх/м 2 по особи, за разлику од афричких држава као што су Етиопија, Еритреја и Танзанија., при чему је потрошња електричне енергије по особи занемарљива.
Нафта и нафтни деривати су главни извозни производи 14 афричких земаља. Нафта и нафтни производи су чинили 46,6% удела у укупном извозу Африке у 2010. години; други највећи извоз Африке у целини је природни гас, у свом гасовитом стању и као течни природни гас, који чини 6,3% удела у афричком извозу. Само Јужна Африка користи нуклеарну енергију у комерцијалне сврхе.

### Инфраструктура
Недостатак инфраструктуре ствара препреке за афричка предузећа. Иако има много лука, недостатак пратеће транспортне инфраструктуре додаје 30–40% трошкова, за разлику од азијских лука.
Железнички пројекти су били важни у рударским областима од касног 19. века. Велики железнички и путни пројекти карактеришу касни 19. век. Железнице су биле наглашено у колонијално доба, а путеви у 'постколонијално' време. Jedwab & Storeygard откривају да је у периоду 1960–2015. постојала јака корелација између инвестиција у транспорт и економског развоја. Утицајне политичке укључују предколонијалну централизацију, етничку фракционизацију, европско насељавање, зависност од природних ресурса и демократију.
Многи велики инфраструктурни пројекти су у току широм Африке. Убедљиво највише ових пројеката је у производњи и транспорту електричне енергије. Многи други пројекти укључују поплочане аутопутеве, железнице, аеродроме и другу грађевину.
Телекомуникациона инфраструктура је такође подручје раста у Африци. Иако пенетрација интернета заостаје за другим континентима, ипак је достигла 9%. Од 2011. године, процењено је да је 500.000.000 мобилних телефона свих типова било у употреби у Африци, укључујући 15.000.000 „паметних телефона“.

### Рударство
Минерална индустрија Африке је једна од највећих минералних индустрија на свету. Африка је други највећи континент, са 30 милиона км 2 земље, што подразумева велике количине ресурса. За многе афричке земље, истраживање и производња минерала чине значајан део њихових економија и остају кључни за будући економски раст. Африка је богато обдарена минералним резервама и заузима прво или друго место по количини светских резерви боксита, кобалта, индустријског дијаманта, фосфатних стена, метала платинске групе (ПГМ), вермикулита и цирконијума. Афричке резерве минерала заузимају прво или друго место по бокситу, кобалту, дијамантима, фосфатним стенама, металима платинске групе (ПГМ), вермикулит и цирконијум. Многи други минерали су такође присутни у количини. Удео светске производње из афричког тла у 2005. години је следећи: боксит 9%; алуминијум 5%; хромит 44%; кобалт 57%; бакар 5%; злато 21%; гвоздена руда 4%; челик 2%; олово (Пб) 3%; манган 39%; цинк 2%; цемент 4%; природни дијамант 46%; графит 2%; фосфатна стена 31%; угаљ 5%; минерална горива (укључујући угаљ) и нафту 13%; уранијум 16%.

### Производња
| Ранг | Подручје            | бб/дан   | Година    | Као        |
| Ранг | В: Свет             | 85540000 | 2007 ест. | Као        |
| ---- | ------------------- | -------- | --------- | ---------- |
| 01   | Е: Русија           | 9980000  | 2007      |            |
| 02   | Ар: Саудијска Арб   | 9200000  | 2008      |            |
| 04   | Као: Либија         | 4725000  | 2008      | Иран       |
| 10   | Аф: Нигерија        | 2352000  | 2011      | Норвешка   |
| 15   | Аф: Алжир           | 2173000  | 2007      |            |
| 16   | Аф: Ангола          | 1910000  | 2008      |            |
| 17   | Аф: Египат          | 1845000  | 2007      |            |
| 27   | Аф: Тунис           | 664000   | 2007      | Аустралија |
| 31   | Аф: Судан           | 466100   | 2007      | Еквадор    |
| 33   | Аф: Ек. Гвинеја     | 368500   | 2007      | Вијетнам   |
| 38   | Аф: ДР Конго        | 261000   | 2008      |            |
| 39   | Аф: Габон           | 243900   | 2007      |            |
| 40   | Аф: Ст. Африка      | 199100   | 2007      |            |
| 45   | Аф: Чад             | 156000   | 2008      | Немачка    |
| 53   | Аф: Камерун         | 87400    | 2008      | Француска  |
| 56   | Е: Француска        | 71400    | 2007      |            |
| 60   | Аф: Обала Слоноваче | 54400    | 2008      |            |
| —    | Аф: Африка          | 10780400 | 2011      | Русија     |

И Афричка унија и Уједињене нације изнеле су планове како Африка може да помогне себи да индустријализује и развије значајне производне секторе до нивоа пропорционалног афричкој економији 1960-их са технологијом 21. века. Овај фокус на раст и диверсификацију производње и индустријске производње, као и диверсификацију пољопривредне производње, подстакао је наду да ће се 21. век показати као век економског и технолошког раста Африке. Ова нада, заједно са успоном нових лидера у Африци у будућности, инспирисала је термин „афрички век“, који се односи на 21. век који је потенцијално век када би огромни неискоришћени потенцијали афричке радне снаге, капитала и ресурса могли постати светски значајни. Ова нада у производњи и индустрији је потпомогнута бумом комуникационе технологије и локалне рударске индустрије у већем делу подсахарске Африке. Намибија је привукла индустријске инвестиције последњих година а Јужна Африка је почела да нуди пореске олакшице како би привукла пројекте страних директних инвестиција.
Државе попут Маурицијуса имају планове за развитак нових „зелених технологија“ у производњи. Овакви развоји имају огроман потенцијал да отворе нова тржишта за афричке земље, јер се предвиђа да ће потражња за алтернативном „зеленом“ и чистом технологијом расти у будућности како глобалне резерве нафте пресушују, а технологија заснована на фосилним горивима постаје мање економски исплатива.
Нигерија последњих година прихвата индустријализацију, тренутно има аутохтону компанију за производњу возила, Innoson Vehicle Manufacturing (ИВМ) која производи брзе транзитне аутобусе, камионе и СУВ са предстојећим увођењем аутомобила . Њихови различити брендови возила тренутно су доступни у Нигерији, Гани и другим западноафричким земљама. Нигерија такође има неколико произвођача електронске опреме као што је Зинок, први произвођач брендираних нигеријских рачунара и електронских уређаја (попут таблет рачунара). Нигерија је 2013. увела политику у вези са увозним царинама на возила како би подстакла локалне производне компаније у земљи. С тим у вези, неке стране компаније за производњу возила попут Ниссана објавиле су своје планове да имају производне погоне у Нигерији. Осим електронике и возила, већина потрошачких, фармацеутских и козметичких производа, грађевински материјали, текстил, кућни алати, пластика и тако даље се такође производе у земљи и извозе у друге западноафричке и афричке земље. Нигерија је тренутно највећи произвођач цемента у подсахарској Африци. Фабрика цемента Данготе, Обајана, је највећа фабрика цемента у подсахарској Африци. Огун се сматра индустријским чвориштем Нигерије (пошто се већина фабрика налази у Огуну и још више компанија се тамо сели), затим следи Лагос.
Производни сектор је мали, али ипак бележи раст у источној Африци. Главне индустрије су текстил и одећа, прерада коже, агробизнис, хемијски производи, електроника и возила. Источноафричке земље попут Уганде такође производе мотоцикле за домаће тржиште.

### Инвестирање и банкарство
Све више банака у Африци циља на средњу класу континента у настајању. Банкарски сектор бележи рекордан раст, између осталог и због разних технолошких иновација.
Кина и Индија су показале све већи интерес за нове афричке економије у 21. веку. Реципрочне инвестиције између Африке и Кине су драматично порасле последњих година усред тренутне светске финансијске кризе.
Повећана улагања Кине у Африку привукла су пажњу Европске уније и изазвала разговоре о конкурентним инвестицијама ЕУ. Припадници афричке дијаспоре у иностранству, посебно у ЕУ и Сједињеним Државама, повећали су напоре да искористе своје пословање за улагања у Африку и подстакну афричке инвестиције у иностранству у европску економију.
Новчане дознаке из афричке дијаспоре и растуће интересовање за инвестиције са Запада биће посебно корисни за најнеразвијеније и најразореније економије Африке, као што су Бурунди, Того и Комори. Међутим, стручњаци жале због високих накнада за слање дознака у Африку због дуопола Вестерн Јунион- а и МаниГрам- а који контролише афричко тржиште дознака, због чега је Африка најскупље тржиште готовинских трансфера на свету. Према неким стручњацима, високе накнаде за обраду новца које се шаљу у Африку ометају развој афричких земаља.
Ангола је најавила интересовање за улагање у ЕУ, посебно Португал. Јужна Африка је привукла све већу пажњу САД као нова граница улагања у производњу, финансијска тржишта и мала предузећа, као и Либерија последњих година под њиховим новим вођством.
Постоје две афричке валутне уније: Западноафричка централна банка држава Африке (БЦЕАО) и централноафричка централна банка Африке (БЕАЦ). Оба користе ЦФА франак као своје законско средство плаћања. Идеја о јединственој валутној унији широм Африке је изнесена и постоје планови да се она успостави, иако многа питања, као што је смањење стопе континенталне инфлације испод 5 процената, остају препреке у финализацији предлога.

### Берзе
Од 2012. Африка има 23 берзе, дупло више него 20 година раније. Без обзира на то, афричке берзе и даље чине мање од 1% активности светске берзе. У периоду од 2009. до 2012. године на берзама 13 афричких земаља лансиране су укупно 72 компаније.
Првих десет берзи у Африци по акцијском капиталу су (износи су дати у милијардама америчких долара):
- Јужна Африка (82,88) (2014)[164]
- Египат (73,04 милијарде долара (процена 30. новембра 2014.)[165]
- Мароко (5,18)
- Нигерија (5.11) (стварно има вредност тржишне капитализације од 39,27 милијарди долара)[166]
- Кенија (1,33)
- Тунис (0,88)
- БРВМ (регионална берза чији су чланови Бенин, Буркина Фасо, Гвинеја Бисао, Обала Слоноваче, Мали, Нигер, Сенегал и Того: 6,6)
- Маурицијус (0,55)
- Боцвана (0,43)
- Гана (.38)